# Muxe (província)
Muxe (em turco: Muş) é uma província do leste da Turquia, situada na região da Anatólia Oriental, com capital na cidade homónima. Tem 8 718 km² de área e em dezembro de 2021 tinha 405 228 habitantes (densidade: 46,5 hab./km²).
A província faz parte da região histórica da Arménia, tendo feito parte da província arménia de Taraunitis. As montanhas do sul eram a fronteira entre a Arménia e a Síria. Dois dos locais mais sagrados para os cristãos arménios situam-se na província: o Mosteiro de São Precursor (ou de Glaco ou, em arménio, Surp Garabed; São João Batista), fundado no século IV, onde eram guardadas as relíquias do santo, e o Mosteiro dos Santos Apóstolos (Surp Arakelots), fundado no século VII, onde eram guardadas as relíquias de outros dois apóstolos. Ambos os mosteiros foram completamente destruídos pelo exército turco durante o genocídio arménio.